# Fernando Cordero Fonseca
Fernando Patricio Cordero Fonseca (Santiago, Chile, 26 de agosto de 1987) es un futbolista chileno. Juega como Lateral o Volante y actualmente se encuentra sin equipo.

## Trayectoria
Producto de la cantera de la Unión Española, fue promovido al primer equipo de los hispanos en julio de 2006 con 18 años. La temporada entrante, fue cedido en calidad de préstamo a Curicó Unido, que en aquel momento se desempeñaba en la Primera B. Tras una excelente rendimiento en el elenco curicano, "El Chiki" pudo regresar en mejor forma al equipo hispano. Cordero se consagró en Unión en la temporada 2009, y más aún a mediados de 2010 con el técnico José Luis Sierra.
El día 23 de septiembre de 2011, en un partido válido por la novena fecha del Torneo Clausura contra Deportes Iquique en el Estadio Tierra de Campeones de aquella ciudad, Cordero sufrió una triple fractura facial, la cual pudo haberlo dejado sin un ojo. En la jugada en que él sufrió aquella lesión el defensor iquiqueño Rodrigo Brito le pegó un puntapié directo en la zona afectada. Debido a aquello, a "El Chiqui" quedó fuera de las canchas por dos meses y a su regreso debió usar una máscara protectora para poder jugar con cierta normalidad.
Tras haberse recuperado de su lesión, Cordero retomó la actividad jugando en el Clausura, Apertura 2012 e incluso en la Copa Libertadores del mismo año. Sin embargo, el día 10 de marzo, sufrió nuevamente una lesión, ahora una fractura de mandíbula, tras recibir un fuerte codazo del mediocampista acerero Gabriel Sandoval.
En el Torneo Apertura 2012 y la Copa Libertadores realiza buenas actuaciones, que hacen que Universidad Católica se interese en sus servicios. Tanto así, que los cruzados compran el 70% de su pase y lo contratan por 5 temporadas. Al llegar a Católica, manifestó su alegría, “estoy muy contento por esta oportunidad. Católica es un club que causa expectación en el fútbol chileno y también al extranjero. Esperemos que se den bien las cosas”. Cordero se convirtió en pieza fundamental en el esquema de Lasarte, y en una irregular campaña de los cruzados en 2012 llegó a semifinales de la Copa Sudamericana. Luego en el primer semestre del 2013 juega la final de la Copa Chile y obtiene el segundo lugar en el torneo local. En el año 2016 logra coronarse bicampeón de la Primera División y gana la Super Copa, frente al clásico archirrival, Universidad de Chile, finalizando así el año más exitoso de la historia del equipo cruzado.
Para la temporada 2018, y en su primera experiencia internacional, Fernando recala en San Martin de Tucumán para jugar la Superliga de Argentina.

## Selección nacional
Ha sido internacional con la Selección de fútbol de Chile en un partido amistoso frente a Costa Rica, jugando solo 13 minutos.

### Partidos internacionales
| Partidos internacionales | Partidos internacionales | Partidos internacionales                            | Partidos internacionales | Partidos internacionales | Partidos internacionales | Partidos internacionales | Partidos internacionales | Partidos internacionales | Partidos internacionales |
| N.º                      | Fecha                    | Estadio                                             | Local                    | Resultado                | Visitante                | Goles                    | Asistencias              | DT                       | Competición              |
| ------------------------ | ------------------------ | --------------------------------------------------- | ------------------------ | ------------------------ | ------------------------ | ------------------------ | ------------------------ | ------------------------ | ------------------------ |
| 1                        | 22 de enero de 2014      | Estadio Francisco Sánchez Rumoroso, Coquimbo, Chile | Chile                    | 4-0                      | Costa Rica               |                          |                          | Jorge Sampaoli           | Amistoso                 |
| Total                    | Total                    | Total                                               | Presencias               | 1                        | Goles                    | 0                        |                          |                          |                          |

| Selección chilena | Selección chilena | Selección chilena |
| Año               | Partidos          | Goles             |
| ----------------- | ----------------- | ----------------- |
| 2014              | 1                 | 0                 |
| Total             | 1                 | 0                 |

## Estadísticas
| Club                         | Div           | Temporada     | Liga  | Liga  | Copas nacionales(1) | Copas nacionales(1) | Torneos internacionales(2) | Torneos internacionales(2) | Total | Total |
| Club                         | Div           | Temporada     | Part. | Goles | Part.               | Goles               | Part.                      | Goles                      | Part. | Goles |
| ---------------------------- | ------------- | ------------- | ----- | ----- | ------------------- | ------------------- | -------------------------- | -------------------------- | ----- | ----- |
| Unión Española · Chile       | 1ª            | 2008          | 24    | 1     | —                   | —                   | —                          | —                          | 24    | 1     |
| Unión Española · Chile       | 1ª            | 2009          | 36    | 6     | 4                   | 0                   | 3                          | 0                          | 43    | 6     |
| Unión Española · Chile       | 1ª            | 2010          | 33    | 6     | 2                   | 0                   | —                          | —                          | 35    | 6     |
| Unión Española · Chile       | 1ª            | 2011          | 31    | 6     | 5                   | 2                   | 7                          | 1                          | 43    | 9     |
| Unión Española · Chile       | 1ª            | 2012          | 21    | 4     | —                   | —                   | 10                         | 1                          | 31    | 5     |
| Unión Española · Chile       | Total club    | Total club    | 145   | 23    | 11                  | 2                   | 20                         | 2                          | 176   | 27    |
| Universidad Católica · Chile | 1ª            | 2012          | 16    | 0     | 10                  | 1                   | 8                          | 0                          | 34    | 1     |
| Universidad Católica · Chile | 1ª            | 2013          | 16    | 2     | —                   | —                   | —                          | —                          | 16    | 2     |
| Universidad Católica · Chile | 1ª            | 2013-14       | 32    | 2     | 10                  | 1                   | 6                          | 2                          | 48    | 5     |
| Universidad Católica · Chile | 1ª            | 2014-15       | 35    | 2     | 2                   | 0                   | 2                          | 0                          | 39    | 2     |
| Universidad Católica · Chile | 1ª            | 2015-16       | 30    | 1     | 8                   | 0                   | 4                          | 0                          | 42    | 1     |
| Universidad Católica · Chile | 1ª            | 2016-17       | 24    | 2     | 6                   | 2                   | 3                          | 1                          | 33    | 5     |
| Universidad Católica · Chile | 1ª            | 2017          | 15    | 1     | 4                   | 0                   | 1                          | 1                          | 20    | 2     |
| Universidad Católica · Chile | 1ª            | 2018          | 7     | 0     | —                   | —                   | —                          | —                          | 7     | 0     |
| Universidad Católica · Chile | Total club    | Total club    | 175   | 10    | 40                  | 4                   | 24                         | 4                          | 239   | 18    |
| S.M de Tucumán Argentina     | 1ª            | 2018-19       | 2     | 0     | —                   | —                   | —                          | —                          | 2     | 0     |
| S.M de Tucumán Argentina     | Total club    | Total club    | 2     | 0     | 0                   | 0                   | 0                          | 0                          | 2     | 0     |
| U. de Concepción · Chile     | 1ª            | 2019          | 20    | 2     | —                   | —                   | 6                          | 1                          | 26    | 3     |
| U. de Concepción · Chile     | Total club    | Total club    | 20    | 2     | 0                   | 0                   | 6                          | 1                          | 26    | 3     |
| Unión La Calera · Chile      | 1ª            | 2020          | 26    | 2     | —                   | —                   | 6                          | 1                          | 26    | 3     |
| Unión La Calera · Chile      | Total club    | Total club    | 26    | 2     | 0                   | 0                   | 6                          | 1                          | 34    | 3     |
| Ñublense · Chile             | 1ª            | 2021          | 23    | 1     | 7                   | 0                   | —                          | —                          | 30    | 1     |
| Ñublense · Chile             | 1ª            | 2022          | 25    | 0     | 6                   | 1                   | 2                          | 0                          | 33    | 1     |
| Ñublense · Chile             | Total club    | Total club    | 48    | 1     | 13                  | 1                   | 2                          | 0                          | 63    | 4     |
| Rangers · Chile              | 2ª            | 2023          | 17    | 1     | 2                   | 0                   | —                          | —                          | 19    | 1     |
| Rangers · Chile              | Total club    | Total club    | 17    | 1     | 0                   | 0                   | 0                          | 0                          | 19    | 1     |
| Trasandino · Chile           | 3ª            | 2023          | 9     | 0     | —                   | —                   | —                          | —                          | 9     | 0     |
| Trasandino · Chile           | Total club    | Total club    | 9     | 0     | 0                   | 0                   | 0                          | 0                          | 9     | 0     |
| Total carrera                | Total carrera | Total carrera | 442   | 39    | 66                  | 7                   | 58                         | 8                          | 566   | 54    |

## Palmarés

### Campeonatos nacionales
| Título             | Equipo                   | País  | Año    |
| ------------------ | ------------------------ | ----- | ------ |
| Primera División   | C.D Universidad Católica | Chile | 2016-C |
| Supercopa de Chile | C.D Universidad Católica | Chile | 2016   |
| Primera División   | C.D Universidad Católica | Chile | 2016-A |
| Primera División   | C.D Universidad Católica | Chile | 2018   |